# New London, Iowa
New London là một thành phố thuộc quận Henry, tiểu bang Iowa, Hoa Kỳ. Năm 2010, dân số của thành phố này là 1897 người.

## Dân số
Dân số qua các năm:
- Năm 2000: 1937 người.
- Năm 2010: 1897 người.